# جيبرز كريبرز 3 (فلم)
جيبرز كريبرز 3 (بالإنجليزية: Jeepers Creepers 3) هو فيلم رعب وغموض أمريكي. كتبه وأخرجه فيكتور سالفا، وتم عرضه أول مرة في 26 سبتمبر 2017، لكنه حصل على إيرادات محدودة في السينما عام 2017 ومراجعة سيئة من قبل النقاد. الفيلم هو الجزء الثالث لسلسلة جيبرز كريبرز، حيث صدر الجزء الثالث بعد غياب 14 عاما عن الجزء الثاني.

## القصة
يتحدث الفيلم عن الأحداث التي حصلت بعد قتل داري (جاستين لونغ) في الجزء الأول، حيث يقوم الملازم (ديفيس توبس) بجمع فريق لتدمير الوحش الزاحف وللأبد هذه المرة، حيث يقتربون أكثر وأكثر من أسرار أصوله المُظلمة. بينما يقوم الوحش بإرهاب المجتمع الزراعي المحلي بأسره.

## تمثيل
بطولة:
- ميج فوستر بدور (جايلين براندون)
- جوناثان بريك بدور (الوحش الزاحف)
- غابرييل هاو بدور (أديسون براندون)
- ستان شو بدور (المأمور تاشتيجو)
- كاري لازار بدور (بيث ماثرس)
- ديف ديفيس بدور (سوات 2)
- جويس جيرود
- جوردان سلوم بدور (كيني براندون)
- ريان مور بدور (كيرك ماثرس)
- براندون سميث بدور (ارقيب ديفيس توبس)
- مايكل باباجون بدور (فرانك/ سائق شاحنة السحب)
- جينا فيليبس ضيفة شرف بدور (تريشا جينر)

## طاقم العمل
طاقم عمل الفيلم:
- تأليف:
  - فيكتور سالفا (سيناريو وحوار)
- إخراج:
  - فيكتور سالفا (مخرج)
- تصوير:
  - دون أي فانتيلروي (مدير تصوير)
- مونتاج:
  - ميستي تالي (مونتير)
- إنتاج:
  - جاك سيل (منتج)
  - مايكل أوهوفن (منتج)
- موسيقى:
  - أندرو مورجان سميث (موسيقى تصويرية)

## الإنتاج
كان الجزء الثالث في المحادثات حتى تم إنتاج جيبرز كريبرز 2 في عام 2003. في عام 2006 «أعلن» عن الفيلم وكان يسمى مؤقتا جيبرز الزواحف 3: الزاحف يمشي بيننا. كان مترو غولدوين ماير قد خطط لإنتاج الفيلم إلى دي في دي، ولكن لم يتمكن من العثور على التمويل المناسب. كتب السيناريو السينمائي فيكتور سالفا الفيلم مع العنوان الجديد جيبرز كريبيرز 3: كاثدرال، مع الممثلة جينا فيليبس عائدة كتريش جينر من الجزء الأول. لمدة تسع سنوات أخرى واجه الجزء الثالث العديد من البدايات والنكسات الكاذبة، مع فيكتور سالفا قائلا «الفيلم قد اقترب» عدة مرات.
رسميا في 11 سبتمبر 2015 حصل الفيلم على الضوء الأخضر لبدء تصوير من شركة ميرياد بيكتشرز، وبدء التصوير في أوائل عام 2016. ومع ذلك قبل أن يبدأ التصوير في فانكوفر، كولومبيا البريطانية أرسلت وكالة المواهب الكندية تنبيه عن المخرج فيكتور سالفا لماضيه الإجرامي، وبعدها تمت إزالة المشاهد وايقاف المكالمات بين المخرج والممثلين الأمر الذي أدى إلى إيقاف الإنتاج. ومع ذلك أكد المنتج ستان سبري عبر حسابه على تويتر أن الفيلم لم يلغى.
عند إصدار النسخة الخاصة من إصدار بلو راي لجيبرز كريبرز 2 ذكر فيكتور سالفا أنه كتب نصا جديدا لجيبرز كريبرز 3 بين أيام جيبرز كريبرز وجيبرز كريبرز 2، حيث الوحش الزاحف يرعب المجتمع الزراعي فيه. كما جلب جينا فيليبس إلى دورها تريش (نفس دورها في الجزء الأول) وتم وضع مؤامرة القصة بين أول فيلمين، على الرغم من أنه كان سوف يتم تمثيل قصة الكاتدرائية الأصلية لكنه تم التوقف عنها. تم جلب الممثل ستان شاو لكي يلعب دور مأمور الشرطة في هذا الفيلم، وهو الذي أكد في حسابه على تويتر أن قصة الكاتدرائية قد ألغيت وكتب أن نص الفيلم كتب قبل أكثر من 12 سنة.

### التصوير
في يناير 2017 تمت الموافقة على إنتاج الفيلم، وبدأ التصوير في فبراير 2017 في لويزيانا بدلا من كندا. بدأ التصوير الرئيسي في 15 فبراير 2017 في باتون روج، لويزيانا. في 4 أبريل كشفت إحدى كاميرات الإنتاج في شبكاتها الاجتماعية أن التصوير قد انتهى بالفعل.

## وصلات خارجية
- جيبرز كريبرز 3 في قاعدة بيانات الأفلام العربية
- مقالات تستعمل روابط فنية بلا صلة مع ويكي بيانات